# Jacob de Gheyn II
Jacob de Gheyn II lub Jacques de Gheyn II (ur. w 1565 w Antwerpii, zm. 29 marca 1629 w Hadze) – holenderski malarz i rytownik, prawdopodobnie najbardziej znany ze swych prac nad XVII-wiecznym podręcznikiem militarnym – The Exercise of Armes.
Od 1585 mieszkał w Utrechcie. Studiował malarstwo w pracowni Goltziusa. Działał kolejno w Amsterdamie, Lejdzie i Hadze.